# Anton Pariser
Anton Pariser (* 15. Oktober 1890 in Wien; † 22. Jänner 1965 in Paris) war ein österreichischer Volksbildner und Übersetzer.

## Leben
Anton Parisers Eltern waren Alexander Pariser, Betreiber eines Geschäftes für Küchengeräte, und Karoline Pariser (geb. Schidlof). Er studierte an der Universität Wien, wurde Doktor der Rechte und arbeitete als Bankbeamter. Er wurde Vorstandsstellvertreter im kommerziellen Sekretariat der Länderbank. Er heiratete Josefine Blankenberg und im April 1927 kam Tochter Magdalena (Lene) auf die Welt. Die Familie lebte im Wiener Gemeindebezirk Hietzing, wo er sich in der Arbeiterbildung engagierte und Mitglied der Sozialdemokratischen Arbeiterpartei Deutschösterreichs wurde.
In dieser Zeit trat Anton Pariser literarisch vor allem als Übersetzer französischer Lyrik hervor. So übersetzte er François Villon, Pierre de Ronsard oder nach 1945 französische Gedichte von Rainer Maria Rilke. Im Oktober 1929 las er seine noch unveröffentlichte Übersetzung der Sonette von Louise Labé vor. Zwei Jahre später erschienen seine Nachdichtungen in Straßburg. Er trat im April 1932 aus der Israelitischen Kultusgemeinde aus und engagierte sich verstärkt in der sozialdemokratischen Unterrichtsorganisation Hietzing. So leitete er Fortbildungskurse wie Grundlagen des marxistischen Denkens und Französisch für Anfänger. In der Vereinigung sozialistischer Schriftsteller bekleidete er die Funktion eines Kassiers.
Im April, Mai und November 1938 waren er und seine Frau mehrere Wochen in Schutzhaft. Im August 1938 verlor er seine Position bei der Länderbank. Am 10. November 1938 wurde seine Wohnung geplündert. Im Jänner 1939 flüchtete die Familie nach Frankreich, wo Anton Pariser als „feindlicher Ausländer“ interniert wurde und es bis Jänner 1941 blieb. Unter anderem war er auch ins Lager Gurs eingesperrt worden. Am 23. Dezember 1940 starb seine Frau Josefine an den Strapazen von Flucht und Emigration. Anton Pariser, seine Tochter Magdalena und seine Schwägerin Hedwig Blankenberg konnten Frankreich nicht mehr verlassen und versteckten sich mit Hilfe französischer Antifaschisten von August 1942 bis August 1944 in einer Hütte in einem Weinberg in Lafrançaise bei Montauban.
Nach der Befreiung Frankreichs kümmerte er sich um die versprengten österreichischen Flüchtlinge. Später engagierte er sich in der „Gruppe der österreichischen Sozialisten in Frankreich“ und war ab 1951 deren Leiter. Auch war er Sekretär des Verbandes der Österreicher in Frankreich. Er fand zuerst Arbeit in einer Bank, dann arbeitete er im österreichischen Kulturinstitut in Paris. Er übersetzte weiter französische Lyrik. Von Alfred Döblin kann man im Klappentext zu Anton Parisers 1961 erschienenem Buch Die Frühzeit der französischen Lyrik. Gedichte aus fünf Jahrhunderten im Originaltext und in deutscher Sprache lesen, dass die Übersetzungen „zu den besten, die überhaupt bis jetzt vorliegen“ gehören.
Kurz nach dem Tod Anton Parisers 1965 in Paris beging seine Tochter, welche inzwischen als Ärztin in Genf lebte, Selbstmord.

## Übersetzungen
- Sonette der Louise Labé. Lyon 1555. Eingeleitet und übersetzt von Anton Pariser. Straßburg 1931
- Die Frühzeit der französischen Lyrik. Gedichte aus fünf Jahrhunderten im Originaltext und in deutscher Sprache. Ausgewählt und übertragen von Anton Pariser. Wien 1961